# Ron Leshem
Ron Leshem (in ebraico רון לשם‎?; Tel Aviv, 20 dicembre 1976) è uno scrittore e sceneggiatore israeliano.

## Biografia
Giornalista, dopo una serie di reportage dalla Cisgiordania e striscia di Gaza è stato messo a capo della sezione notizie di Yedioth Ahronoth, il quotidiano israeliano più venduto, dove ha scritto di affari militari. All'età di 26 anni, è diventato vice caporedattore del secondo quotidiano israeliano a livello di vendite, Maariv, e il più giovane nella storia della rivista. Ha lasciato la carta stampata nel 2005, iniziando ad occuparsi di giornalismo televisivo.
Come scrittore, la sua opera prima, Tredici soldati, ha vinto nel 2006 il premio Sapir, il più importante riconoscimento  letterario israeliano, e ha venduto in patria oltre 120 000 copie, rimanendo nelle classifiche dei best-seller per due anni. È stato tradotto in ventidue Paesi. Il romanzo è scritto come il diario di un giovane ufficiale dell'IDF a capo della guarnigione a difesa del castello di Beaufort durante il conflitto del Libano meridionale. Da esso è stato tratto nel 2007 il film Beaufort, di cui Leshem ha firmato la sceneggiatura assieme al regista Joseph Cedar, venendo candidato all'Oscar al miglior film in lingua straniera.
Tra il 2006 e il 2009 ha ricoperto il ruolo di responsabile della programmazione e direttore editoriale di numerose serie televisive, tra cui Ḥatufim, da cui è stata tratta Homeland - Caccia alla spia, per l'emittente Keshet Broadcasting.
Nel 2009 ha pubblicato il suo secondo romanzo, Underground Bazar, ambientato a Teheran.
Trasferitosi in pianta stabile nella fiction televisiva, ha creato la serie thriller di spionaggio Ta Gordin (2012–15) e il dramma adolescenziale Oforia (2012–13), entrambe foriere di remake stranieri (lo statunitense Allegiance e il sudcoreano Spy nel primo caso, e la popolare serie HBO Euphoria, di cui Leshem è produttore esecutivo, nel secondo). Nel 2020 ha creato per HBO Sha'at N'ila, ricostruzione storica della guerra dello Yom Kippur diventata la serie più costosa nella storia della TV israeliana, e co-creato per Hulu la serie sulla guerra civile siriana No Man's Land.

## Opere letterarie
- (HE) אם יש גן עדן [Im yesh Gan 'Eden], Shoham, Zmora-Bitan, 2005, ISBN 978-0-553-80682-3.
  -  Tredici soldati, traduzione di Ofra Bannet e Raffaella Scardi, Milano, Rizzoli, 2007, ISBN 9788817018388.
- (HE) מגילת זכויות הירח [Meguilat z'khuyot hayareaḥ], Shoham, Kinneret Zmora-Bitan, 2009, ISBN 9789651750809.
  -  Underground Bazar, traduzione di Cinzia Baglioni, Napoli, Cargo, 2012, ISBN 9788860050502.
- (HE) יפים כמו שהיינו [Yafim k'mo she'hayinu], Shoham, Kinneret Zmora-Bitan, 2019, ISBN 9789655669701.

## Filmografia

### Sceneggiatore

#### Cinema
- Beaufort, regia di Joseph Cedar (2007)

#### Televisione
- Ta Gordin – serie TV, 22 episodi (2012-2015)
- Oforia – serie TV, 10 episodi (2012-2013)
- Sha'at N'ila – serie TV, 10 episodi (2020)
- No Man's Land – serie TV, 8 episodi (2020)

### Produttore esecutivo
- Ta Gordin – serie TV, 22 episodi (2012-2015)
- Oforia – serie TV, 10 episodi (2012-2013)
- Allegiance – serie TV, 13 episodi (2015)
- Euphoria – serie TV, 18 episodi (2019-2022)
- Sha'at N'ila – serie TV, 10 episodi (2020)
- No Man's Land – serie TV, 8 episodi (2020)